# 森直香
森 直香（もり なおか、1973年 - ）は、日本の文学者（スペイン文学・比較文学・スペイン語教育）。学位は、哲文学博士（バリャドリッド大学・2011年）。静岡県立大学国際関係学部准教授・大学院国際関係学研究科准教授。
バリャドリッド大学講師、静岡県立大学国際関係学部講師などを歴任した。

## 来歴

### 生い立ち
1973年に生まれた。南山大学に進学し、外国語学部のイスパニヤ学科にて学んだ。1995年3月、南山大学を卒業した。その後はスペインに渡り、マドリード州に所在するマドリード・コンプルテンセ大学のイスパニア研究コースにて学び、1996年6月に修了した。日本に帰国すると、京都外国語大学の大学院に進学し、外国語学研究科のイスパニア語学専攻にて学んだ。1999年3月、京都外国語大学の大学院における修士課程を修了した。それに伴い、修士（文学）の学位を取得した。
その後は再びスペインに渡り、1999年11月にカスティーリャ・イ・レオン州に所在するバリャドリッド大学にて講師として採用され、日本語を講じた。また、教鞭を執る傍らでバリャドリッド大学の大学院で学んでおり、スペイン文学専攻に在籍した。2001年7月、バリャドリッド大学の大学院における博士課程を修了した。それに伴い、Diploma de Estudios Avanzadosの学位を取得した。なお、のちに博士論文「Bodas de sangre de García Lorca y sus traducciones al japonés」を執筆し、後年になってバリャドリッド大学より哲文学博士の学位が授与されている。大学院修了後も、バリャドリッド大学の講師を続けていた。さらに、2001年6月から2002年3月にかけては、バリャドリッド大学のアジア研究所の奨学生となっていた。2002年3月、バリャドリッド大学の講師の職を退いた。

### 研究者として
バリャドリッド大学を退職すると日本に帰国し、母校である京都外国語大学にて2002年4月から2011年3月まで講師を非常勤で務めた。また、同じく2002年4月から2011年3月にかけて、龍谷大学においても講師を非常勤で務めた。そのほかにも、日本の幾つかの教育・研究機関に勤務した。2003年4月から2005年3月にかけては、甲賀看護専門学校において講師を非常勤で務めた。2003年10月から2004年3月にかけては、朝日大学にて講師を非常勤で務めた。同じく2003年10月から2005年9月にかけては、岐阜県立看護大学においても講師を非常勤で務めた。2004年4月から2011年3月にかけては、近畿大学においても講師を非常勤で務めた。また、スペインの教育・研究機関において働くこともあった。カスティーリャ・イ・レオン州に所在するブルゴス大学にて、2008年8月18日から8月29日まで、2009年8月17日から8月28日まで、2010年8月9日から8月20日まで、それぞれ日本語の講義を受け持った。
2011年4月、静岡県立大学に採用され、国際関係学部の講師を常勤で務めることになった。国際関係学部においては、主として国際言語文化学科のヨーロッパ文化コースの講義を担当した。また、静岡県立大学の大学院においては、国際関係学研究科の講師を兼務した。国際関係学研究科においては、主として比較文化専攻の講義を担当した。2019年10月1日、静岡県立大学にて国際関係学部の准教授に昇任した。また、静岡県立大学の大学院においては、国際関係学研究科の准教授を兼務した。

## 研究
専門は文学であり、特にスペイン文学、比較文学、スペイン語教育といった分野に関する研究に従事していた。具体的には、フェデリコ・ガルシーア・ロルカの戯曲や村上春樹の小説などを題材に、日本におけるスペイン文学の受容についての研究や、スペインにおける日本文学の受容についての研究に取り組んでいた。たとえば、「ロルカの三大悲劇」とされる戯曲『血の婚礼』、『イェルマ』、『ベルナルダ・アルバの家』を手掛かりに、ロルカの作品が日本で受け入れられていく状況について研究した。また、村上の小説『ノルウェイの森』などを手掛かりに、村上の作品がスペインで受け入れられていく状況について研究した。さらに、司法における通訳についての研究にも取り組んだ。
自身の専門分野に関する学術書や専門書の執筆も手掛けている。アトリエ・ダンカンが『血の婚礼』を上演した際に作成したパンフレットにおいては、作品の解説を行っている。そのほか、スペイン語やスペイン文化についての著書も上梓している。さらに、スペイン語など他言語の文献の翻訳も手掛けている。
学術団体としては、スペイン文学・比較文学学会、日本イスパニア学会、京都イスパニア学研究会、京都セルバンテス懇話会、日本・スペイン・ラテンアメリカ学会、スペイン現代史学会、などに所属していた。京都イスパニア学研究会、日本・スペイン・ラテンアメリカ学会、などでは役員を務めた。

## 略歴
- 1973年 - 誕生[1]。
- 1995年 - 南山大学外国語学部卒業[2]。
- 1996年 - マドリード・コンプルテンセ大学イスパニア研究コース修了[2]。
- 1999年 - 京都外国語大学大学院外国語学研究科修士課程修了[2]。
- 1999年 - バリャドリッド大学講師[4]。
- 2001年 - バリャドリッド大学アジア研究所奨学生[4]。
- 2001年 - バリャドリッド大学大学院博士課程修了[2]。
- 2002年 - 京都外国語大学講師[4]。
- 2002年 - 龍谷大学講師[4]。
- 2003年 - 甲賀看護専門学校講師[4]。
- 2003年 - 朝日大学講師[4]。
- 2003年 - 岐阜県立看護大学講師[4]。
- 2004年 - 近畿大学講師[4]。
- 2011年 - 静岡県立大学国際関係学部講師[4]。
- 2011年 - 静岡県立大学大学院国際関係学研究科講師。
- 2019年 - 静岡県立大学国際関係学部准教授。
- 2019年 - 静岡県立大学大学院国際関係学研究科准教授。

## 著作

### 単著
- 森直香著『フェデリコ・ガルシア・ロルカと日本』晃洋書房、2020年。ISBN 9784771032897

### 共著
- 坂東省次・森直香・ダニエル・キンテロ・ガルシア著『トピックスで学ぶスペイン語世界』改訂版、白水社、2017年。ISBN 9784560099513

### 編纂
- 坂東省次・森直香・ダニエル・キンテロ・ガルシア編著『トピックスで学ぶスペイン語世界』白水社、2007年。ISBN 9784560016763

### 寄稿、分担執筆、解説、等
- 川成洋・坂東省次編『南スペイン・アンダルシアの風景』丸善、2005年。ISBN 4621061054
- 樋口正義ほか編『《ドン・キホーテ》事典』行路社、2005年。ISBN 4875343779
- 『アトリエ・ダンカンプロデュース《血の婚礼》パンフレット』2007年。
- 川成洋・坂東省次編『スペイン文化事典』丸善、2011年。ISBN 9784621083000
- 川成洋・下山静香編著『マドリードとカスティーリャを知るための60章』明石書店、2014年。ISBN 9784750340241

### 分担翻訳
- ミシェル・モネ稿「フランスにおける『ドン・キホーテ』の受容」樋口正義ほか編『《ドン・キホーテ》事典』行路社、2005年。ISBN 4875343779
- マリア・イサベル・アルコネロ・グティエレス稿「スペインにおけるリーガル通訳翻訳、司法通訳翻訳、公認通訳翻訳」水野かほる・津田守編著『裁判員裁判時代の法廷通訳人』大阪大学出版会、2016年。ISBN 9784872595079
- フアン＝ミゲル・オルテガ・エラエス稿「通訳者の資格試験をめぐって――スペインにおける司法・警察通訳サービスの下請けの問題を中心に」水野かほる・津田守編著『裁判員裁判時代の法廷通訳人』大阪大学出版会、2016年。ISBN 9784872595079

## 関連人物
- 川成洋
- 下山静香
- 坂東省次
- 水野かほる
- 村上春樹
- フェデリコ・ガルシーア・ロルカ